# Centrale Vilvoorde
Centrale Vilvoorde, vroeger Verbrande Brug, is een elektriciteitscentrale op aardgas aan de Zenne en een zij-arm van het Zeekanaal Brussel-Schelde in Vilvoorde.

## Geschiedenis

### Uitbouw van de centrale
De stroomcentrale werd vanaf 1958 gebouwd door Interbrabant. In een eerste eenheid (1959) werd magere steenkool verbrand en in de tweede (1961) zeer zware stookolie. De ketels werden geschikt gemaakt voor cokesgas van de drie nabijgelegen fabrieken (1963-64) en de centrale werd uitgebreid met een derde eenheid (1965). Ze kreeg twee koeltorens van 77 meter hoog. In de jaren 70 werd Verbrande Brug een volledig polyvalente centrale die op gas, olie en steenkool kon draaien. In de praktijk werd vooral gestookt met per trein aangevoerde steenkool.

### Explosie in 1982
Op 4 augustus 1982 leidde een storing bij het testen van de nieuwe kerncentrale Doel 3 tot een netuitval. Door deze blackout deed er zich een explosie voor in de centrale van Vilvoorde, waarbij de turbo-alternator van de derde eenheid vernield werd en brokstukken van de turbine door het dak gekatapulteerd werden.

### Afbouw van de capaciteit
In 1999-2001 stelde Electrabel de groepen 1 en 2 buiten gebruik. Ze werden gesloopt, te beginnen met de drie schoorstenen. De overblijvende eenheid werd vervangen door een stoom- en gascentrale met een elektrisch vermogen van 385 MW. Vanuit de controlezaal kon Electrabel op afstand de centrales van Drogenbos en Schaarbeek aansturen.

### Verkoop aan E.ON en verdere afbouw
In 2009 nam E.ON Vilvoorde over in het kader van een grotere ruiloperatie met Electrabel. Drie jaar later kondigde het Duitse bedrijf aan dat de centrale niet rendabel was en op non-actief zou worden geplaatst. Uiteindelijk konden 10 van de 38 werknemers toch aan de slag blijven omdat de eenheid, herleid tot een open cyclus van 265 MW, werd opgenomen in de strategische reserve (2014). Met de andere thermische centrales van E.ON werd Vilvoorde ondergebracht bij Uniper (een dochterbedrijf van E.ON) dat in 2017 de gascentrale verkocht aan het Bulgaarse bedrijf Energy Market.

### Project voor een nieuwe centrale
In 2020 kocht Engie Electrabel de site van de elektriciteitscentrale van Vilvoorde terug, met plannen om er een volledig nieuwe centrale te bouwen. Op 23 juli 2021 raakte bekend dat de provincie Vlaams-Brabant, verantwoordelijk voor de omgevingsvergunning voor deze elektriciteitscentrale, de vergunningsaanvraag van Engie weigerde, omdat de gascentrale de natuurtoets niet heeft doorstaan. De nieuwe centrale was door Engie als kandidaat ingeschreven voor de federale veiling van subsidies ter ondersteuning van de kernuitstap in 2025. Engie ging in beroep bij Vlaams minister Demir met een licht gewijzigd dossier, die op haar beurt de vergunning weigerde in oktober 2021. Het nieuws van de weigering werd echter pas publiek gemaakt op 9 november 2021, 10 dagen nadat de federale regering steun door middel van subsidies had toegekend aan het project voor de nieuwe centrale in Vilvoorde. Ook de aangepaste aanvraag sneuvelde wegens vergunningsproblemen.  De bouw van een nieuwe gascentrale in Vilvoorde is daarmee definitief van de baan. Engie wil nu inzetten op het nieuwe batterijpark van 200 megawatt dat het op de site gaat bouwen.

## Voetnoten
1. ↑  Project–MER. Kennisgeving Hervergunning elektriciteitscentrale Vilvoorde, Uniper, 2016. Gearchiveerd op 9 december 2017.
2. ↑  Zorgen over stroombevoorrading: gascentrales vallen méér in panne dan kerncentrales, VRT nieuws, 10 december 2021
3. ↑  Groen licht voor overname Electrabel-centrales door E.ON, Het Nieuwsblad, 14 oktober 2009
4. ↑  Elektriciteitscentrale van Uniper verkocht aan Bulgaren, Made in Vlaams-Brabant, 13 april 2017. Gearchiveerd op 13 juli 2018.
5. ↑  Alweer tegenvaller voor kernuitstap: provincie Vlaams-Brabant weigert vergunning gascentrale Vilvoorde, VRT nieuws, 23 juli 2021. Gearchiveerd op 17 mei 2023.
6. ↑  "Njet" Vlaams-Brabant tegen nieuwe gascentrale ondanks positieve adviezen: technische of politieke beslissing?, VRT nieuws, 25 juli 2021. Gearchiveerd op 19 mei 2023.
7. ↑  Vlaams minister Demir weigert vergunning gascentrale in Vilvoorde, gascentrale Wondelgem krijgt er wel een, VRT nieuws, 9 november 2021
8. ↑  Eén Vlaamse en één Waalse gascentrale krijgen subsidies om kernreactoren te vervangen, VRT nieuws, 31 oktober 2021
9. ↑  Belga, Nieuwe gascentrale Vilvoorde definitief van de baan. Trends (5 december 2023). Geraadpleegd op 19 april 2024.